# George Helal
George Helal (Paterson, 10 de setembro de 1931) é um dirigente esportivo norte-americano naturalizado brasileiro. Considerado uma das lendas vivas do futebol brasileiro, em especial do Clube de Regatas do Flamengo, clube cuja história se mistura com a sua.